# Mr. Dingle, the Strong
"Mr. Dingle, the Strong" is een aflevering van de Amerikaanse televisieserie The Twilight Zone. Het scenario werd geschreven door Rod Serling.

## Plot

### Opening
Uniquely American institution known as the neighborhood bar. Reading left to right are Mr. Anthony O'Toole, proprietor who waters his drinks like geraniums but who stands foursquare for peace and quiet and for booths for ladies. This is Mr. Joseph J. Callahan, an unregistered bookie, whose entire life is any sporting event with two sides and a set of odds. His idea of a meeting at the summit is any dialogue between a catcher and a pitcher with more than one man on base. And this animated citizen is every anonymous bettor who ever dropped rent money on a horse race, a prize fight, or a floating crap game, and who took out his frustrations and his insolvency on any vulnerable fellow barstool companion within arm's and fist's reach. And this is Mr. Luther Dingle, a vacuum-cleaner salesman whose volume of business is roughly that of a valet at a hobo convention. He's a consummate failure in almost everything but is a good listener and has a prominent jaw. And these two unseen gentlemen are visitors from outer space. They are about to alter the destiny of Luther Dingle by leaving him a legacy, the kind you can't hardly find no more. In just a moment, a sad-faced perennial punching bag who missed even the caboose of life's gravy train will take a short constitutional into that most unpredictable region that we refer to as the Twilight Zone.
— Rod Serling

### Verhaal
De aflevering begint in een bar, waar stofzuigerverkoper Luther Dingle per ongeluk betrokken raakt bij een ruzie. Daar hij niet de allersterkste is, krijgt hij er ongenadig van langs.
Dan komen twee vreemde wezens de bar in. De wezens blijken buitenaardse wezens te zijn van de planeet Mars. Ze zien in Luther de perfect testpersoon voor hun experiment. Bij dit experiment geven ze hem de kracht van 300 man.
Wanneer Luther zijn nieuwe krachten ontdekt, begint hij deze gelijk te gebruiken om het voor zichzelf beter te maken. Hij haalt vele stunts uit voor geld, zoals het optillen van standbeelden en breken van grote stenen. Dit is echter niet wat de Martianen in gedachten hadden. Dus ontnemen ze hem zijn krachten weer, net op het moment dat Luther voor de camera een gebouw op zou gaan tillen. De stunt mislukt en Luther wordt uitgelachen.
Nauwelijks zijn de Martianen weg, of er landen twee aliens van Venus. Ook zij zien in Luther een geschikt testobject en geven hem bovenmenselijke intelligentie. De aflevering eindigt met Luther die opeens allerlei ingewikkelde berekeningen hardop begint uit te rekenen. De kijker kan wel raden dat Luther ook deze kracht niet lang zal houden daar hij het weer voor eigen gewin gaat gebruiken.

### Slot
Exit Mr. Luther Dingle, formerly vacuum-cleaner salesman, strongest man on Earth, and now mental giant. These latter powers will very likely be eliminated before too long, but Mr. Dingle has an appeal to extraterrestrial note-takers as well as to frustrated and insolvent bet-losers. Offhand, I'd say that he was in for a great deal of extremely odd periods, simply because there are so many inhabited planets who send down observers, and also because, of course, Mr. Dingle lives his life with one foot in his mouth, and the other in the Twilight Zone.
— Rod Serling

## Rolverdeling
- Burgess Meredith: Luther Dingle
- Don Rickles: Bettor
- James Westerfield: O'Toole
- Edward Ryder: Callahan
- James Millhollin: Abernathy
- Douglas Spencer: 1e Martiaan
- Michael Fox: 2e Martiaan

## Notities
- In de scène waarin Luther een tafel breekt, hoort men het geluid van de brekende tafel al voordat de tafel daadwerkelijk begint te breken.
- Dit is de tweede aflevering waar Burgess Meredith aan meewerkte. Hij was ook al te zien in Time Enough at Last. Later speelde hij ook mee in Printer’s Devil en The Obsolete Man.